# Mokrovraty
Mokrovraty (německy Mokrowrat) jsou obec v okrese Příbram ve Středočeském kraji, asi 6 km východně od Dobříše. Žije zde 806 obyvatel.

## Název
Díky poloze vesnice poblíž masivu Brd se v těchto místech často otáčel směr větru a mokro se vracelo. Stejnému jevu vděčí za své jméno místní část Pouště. V minulosti se uváděl i nesprávný název Mokrá Vrata, který byl v období komunistického režimu názvem oficiálním (z důvodu nepochopení smyslu názvu obce tehdejšími úředníky).[zdroj?]

## Historie
První písemná zmínka pochází z roku 1653. V roce 1900 zde byla postavena škola.

## Obecní správa

### Části obce
- Mokrovraty (k. ú. Mokrovraty)
- Pouště (k. ú. Pouště)

Součástí obce jsou také základní sídelní jednotky Mokrovraty-chatová oblast, Mokrovraty-za tratí a Porostliny.

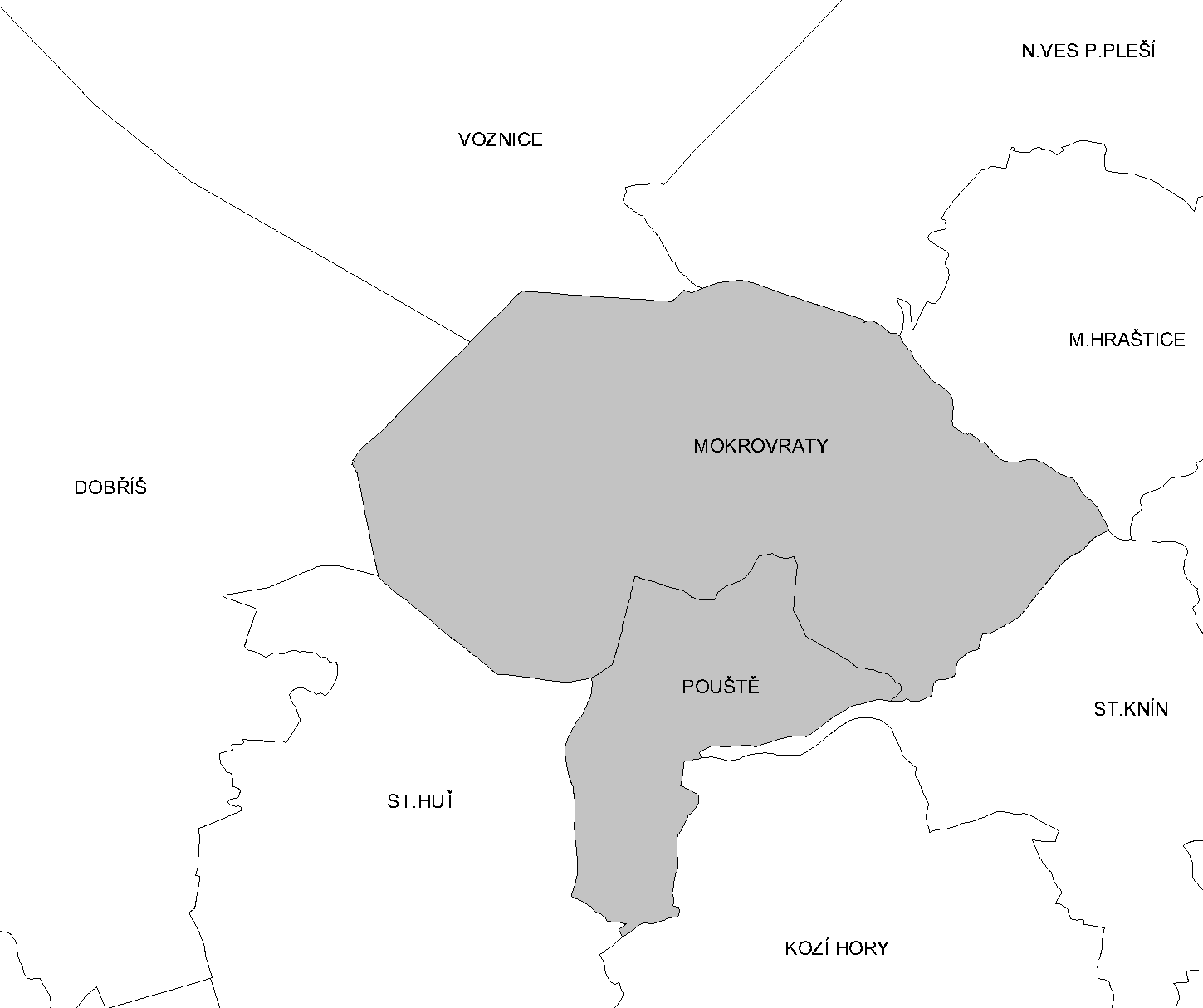
Katastrální území Mokrovrat

Sousedními obcemi sídla jsou Nová Ves pod Pleší, Malá Hraštice, Stará Huť, Voznice, Nový Knín a Dobříš.

### Územněsprávní začlenění
Dějiny územněsprávního začleňování zahrnují období od roku 1850 do současnosti. V chronologickém přehledu je uvedena územně administrativní příslušnost obce v roce, kdy ke změně došlo:
- 1850 země česká, kraj Praha, politický okres Příbram, soudní okres Dobříš[4]
- 1855 země česká, kraj Praha, soudní okres Dobříš
- 1868 země česká, politický okres Příbram, soudní okres Dobříš
- 1939 země česká, Oberlandrat Tábor, politický okres Příbram, soudní okres Dobříš[5]
- 1942 země česká, Oberlandrat Praha, politický okres Příbram, soudní okres Dobříš[6]
- 1945 země česká, správní okres Příbram, soudní okres Dobříš[7]
- 1949 Pražský kraj, okres Dobříš[8]
- 1960 Středočeský kraj, okres Příbram
- 2003 Středočeský kraj, okres Příbram, obec s rozšířenou působností DobříšCelkový pohled na Mokrovraty od Kozích hor

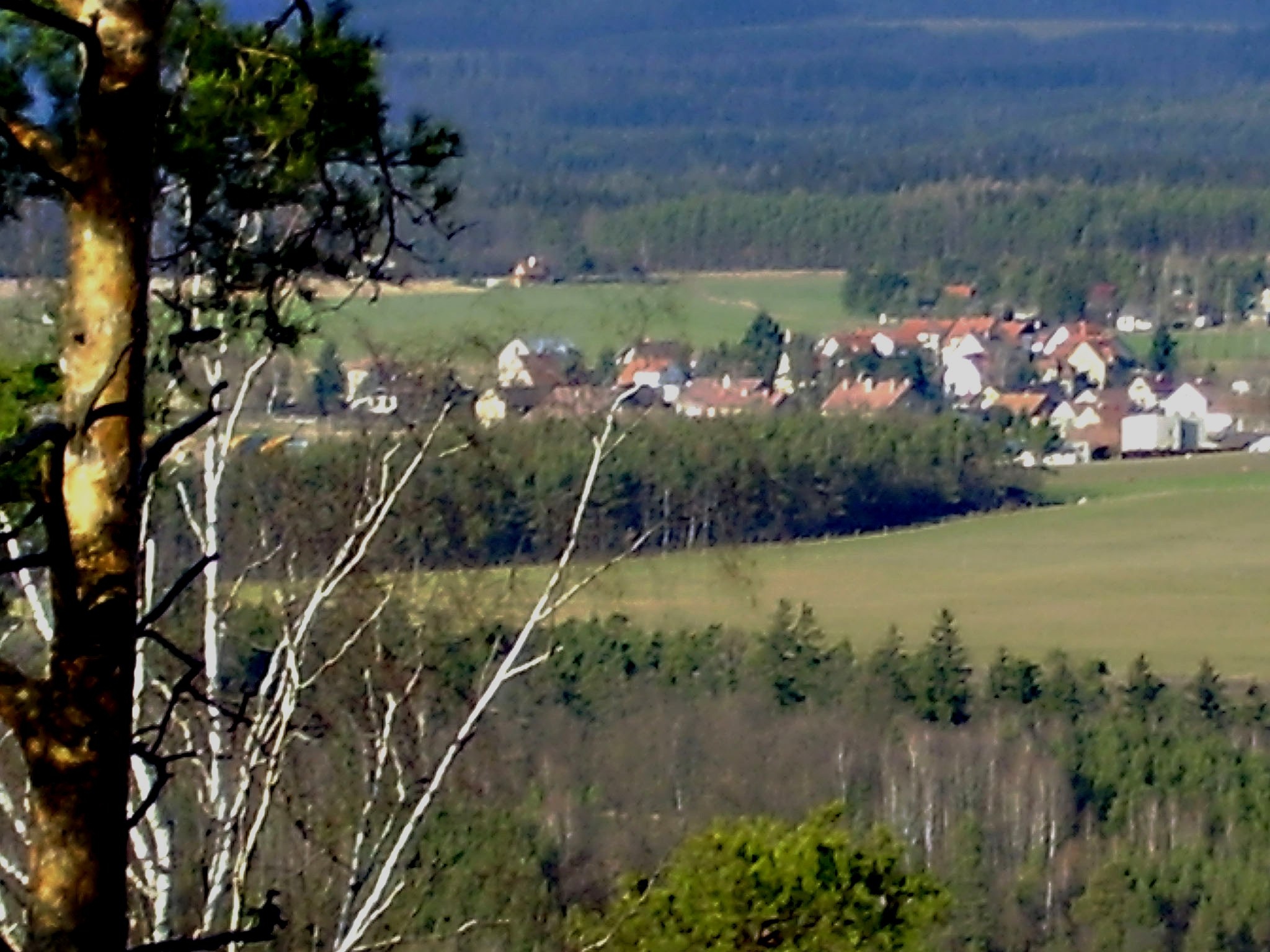
Celkový pohled na Mokrovraty od Kozích hor

## Společnost

### Rok 1932
V roce 1932 byly obci Mokrovrata (412 obyvatel) evidovány tyto živnosti a obchody: bednář, faktorství rukavic, 2 hostince, kovář, krejčí, obuvník, rukavičkář, řezník, 3 obchody se smíšeným zbožím, Spořitelní a záložní spolek pro Mokrovrata a Pouště, 2 trafiky, truhlář.
V obci Pouště (84 obyvatel, samostatná obec se později stala součástí Mokrovrat) byly v roce 1932 evidovány tyto živnosti a obchody: 2 hostince, mlýn, pekař, 6 rolníků.

## Doprava

### Dopravní síť
Obcí prochází silnice II/114 Cerhovice – Hořovice – Hostomice – Dobříš – Nový Knín – Neveklov – Jírovice. Územím obce vede dálnice D4.

### Autobusová doprava 2024
Autobusovou dopravu v obci Mokrovraty zajišťují společnosti Arriva Střední Čechy a ČSAD AUTOBUSY České Budějovice. Obec je součástí Pražské integrované dopravy (PID). V obci se nachází zastávka Mokrovraty. Na silnici II/114 směrem do Staré Huti se nacházejí zastávky Mokrovraty,Vilová čtvrť a Mokrovraty,Pouště,Rozc. a směrem do Nového Knína zastávka Mokrovraty,U Statku. Obcí procházejí dvě autobusové linky: 360 a 361. Linka 360 vede z Prahy ze Smíchovského nádraží a pokračuje ve směru Dobříš, Stará Huť, Mokrovraty, Nový Knín, Sudovice, Korkyně, Chotilsko, Čelina, Nalžovice, Kňovice, Kňovičky a končí v Sedlčanech. Autobusová linka 361 vede z Prahy ze Smíchovského nádraží přes Měchenice, Davli, Štěchovice, Slapy, Buš, Čím, Korkyni, Nový Knín, Mokrovraty, Starou Huť a končí v Dobříši.

### Železniční doprava 2024
Územím obce prochází jednokolejná regionální železniční trať 210 Praha–Vrané nad Vltavou–Dobříš, která byla uvedena do provozu v roce 1897. V blízkosti obce se nachází železniční zastávka Mokrovraty, kde zastavují osobní vlaky linky S88. Tyto vlaky, provozované společností České dráhy, jezdí z Prahy přes Vrané nad Vltavou, Měchenice, Čisovice a Mníšek pod Brdy a pokračují dále do Dobříše. Během letních prázdnin vyjíždí turistický vlak Cyklohráček, který jede z Prahy do Dobříše, odkud se vrací zpět do Prahy.